# Tôm ong sọc
Tôm ong sọc, tên khoa học Gnathophyllum americanum, là một loài tôm được phổ biến khắp vùng nhiệt đới đầm phá, vịnh và các rạn san hô. Màu sắc của chúng tương tự với con ong một màu sắc rực rỡ, với điểm nổi bật màu xanh. Tôm ong sọc có thể phát triển lên đến 1 inch (25 mm) chiều dài.